# Jimmy Scarth
James William „Jimmy“ Scarth (* 26. August 1926 in North Shields; † 12. Dezember 2000 in Welwyn Garden City) war ein englischer Fußballspieler. Der Flügelspieler, der auch vielseitig auf den anderen Stürmerpositionen eingesetzt werden konnte, war im erweiterten Kader der Mannschaft von Tottenham Hotspur, die in der Saison 1950/51 die englische Meisterschaft gewann. Zumeist spielte er jedoch in den unteren Profiligen und war mehr als 50 Jahre als Schütze des schnellsten Hattricks im englischen Profifußball bekannt.

## Sportlicher Werdegang
Scarth wurde im Nordosten Englands in South Shields geboren und zeigte sich schon im Schulsport als talentierter Fußballer. Dort spielte er zumeist entweder als Linksaußen oder auf der linken Halbstürmerposition. Während des Zweiten Weltkriegs arbeitete er in der Werft, schloss sich im Alter von 17 Jahren der Royal Navy an und setzte 1945 nach dem Ende der Kampfhandlungen die sportliche Laufbahn bei den Percy Main Amateurs fort – nun zumeist als rechter Halbstürmer. Mit guten Leistungen empfahl er sich für den „größeren“ FC North Shields. Dort hielt es ihn jedoch nicht lange, so dass er wieder nach Percy Main zurückkehrte. Seine Fähigkeiten hatten sich jedoch über die regionale Grenzen hinaus verbreitet und so lud ihn Tottenham Hotspur zu einem Probetraining ein. Dieses war erfolgreich und die „Spurs“ statten Scarth im August 1948 mit einem Profivertrag aus. Dort wechselte er schon bald auf die rechte Außenposition, wo er seine Qualitäten in der Schnelligkeit und im Dribbling fortan besser zur Entfaltung bringen sollte.
In den folgenden mehr als drei Jahren, die aus dem Zweitligisten Tottenham den englischen Meister im Jahr 1951 machten, hatte Scarth die Rolle eines Ergänzungsspielers hinter Stammkräften wie Les Medley und Sonny Walters. Neben weit über 100 Einsätzen in Reserveteams der Spurs absolvierte er sieben Ligapartien für die erste Mannschaft, in denen er immerhin drei Tore erzielte. Die Episode in Nordlondon endete schließlich im Februar 1952 und für eine Ablösesumme von 3.500 Pfund ging es für Scath zwei Spielklassen tiefer zum Drittligisten FC Gillingham. Am 1. November 1952 verewigte er sich in den englischen Fußballgeschichtsbüchern, als er in der Partie gegen Leyton Orient in weniger als drei Minuten einen Hattrick erzielte. Dies galt als Rekord im englischen Profifußball, der erst 2004 von James Hayter mit zwei Minuten und 20 Sekunden unterboten wurde (Gerüchten zufolge waren bei Scarths Dreifacherfolg jedoch nur etwa 110 Sekunden vergangen). Er verbrachte drei Jahre in Gillingham, bevor er in der Nähe beim Amateurklub Gravesend & Northfleet anheuerte. Dort gewann er 1958 den Titel in der Southern League, bevor er seine aktive Karriere im Jahr 1960 beendete.
Im Alter von 36 Jahren zog es Scarth wieder nach London, wo er 15 Jahre lang für ein Fotokopier-Unternehmen arbeitete. Als die dortige Fabrik geschlossen wurde, arbeitete er zunächst in Waltham Cross und später für Waitrose in Hertford bis zu seiner späten Pensionierung im Alter von 70 Jahren. Gut vier Jahre später verstarb er am 12. Dezember 2000 in Welwyn Garden City.

## Titel/Auszeichnungen
- Southern League: 1958